# De Stier (molen)

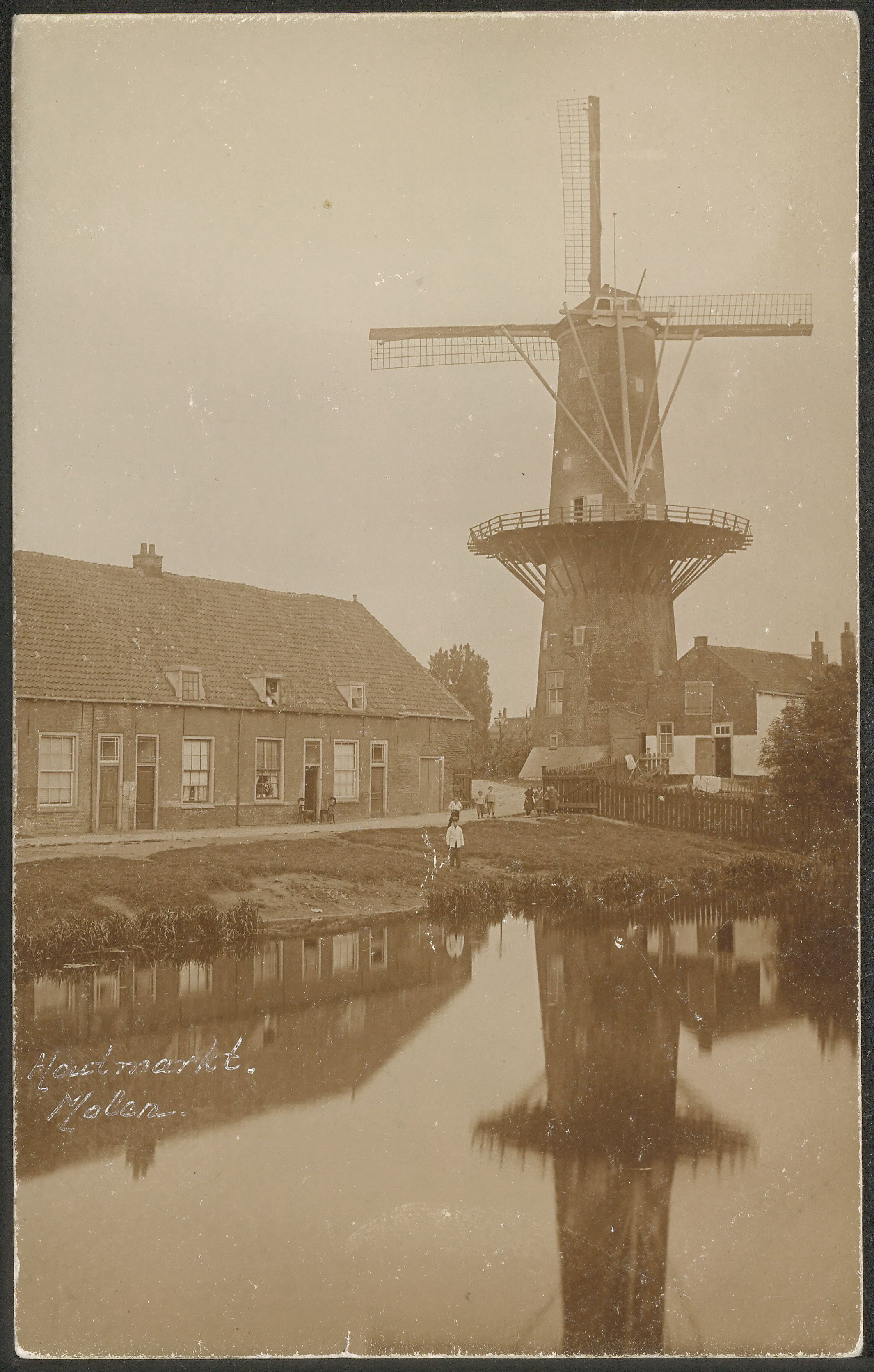
De Stier, gezien vanaf de Herenpoortsbrug

De Stier was een molen in de Nederlandse stad Leiden. De molen was van 1687 tot 1916 in bedrijf als korenmolen (type bovenkruier). 
De molen stond op de Leidse vestingwal ter hoogte van de Oude Heerengracht en ten westen van de voormalige Herenpoort. In deze periode stonden er een twintigtal molens op de wallen. De molen werd als een van de laatste molens in 1931 onttakeld en in 1950 werden de laatste restanten gesloopt. 
De enige molen die Leiden thans nog resteert is molen De Valk. Deze laatste is beschermd als rijksmonument.